# Dinorhynchus
Dinorhynchus (лат.) — род полужесткокрылых (подотряда клопов) из семейства настоящих щитников подсемейства Asopinae.

## Описание
Боковые углы переднеспинки длинные, острые. Скуловые пластинки в полтора раза длиннее наличника, сходятся впереди него.

## Систематика
В составе рода:
- Dinorhynchus dybowski Jakovlev, 1876
- Dinorhynchus opulentus (Distant, 1890)

## Распространение
Встречаются в Восточной Азии (Китай, Япония, Корея, Дальний Восток России).